# Museo del Terremoto – MuTerr
Il Museo del Terremoto – MuTerr è un museo interattivo e scientifico dedicato ai fenomeni sismici, situato a Soriano Calabro (VV), ospitato negli spazi ipogei del Convento di San Domenico noto anche per il quadro San Domenico Soriano. Inaugurato tra il 2016 e il 2020, è tra i primi e l’unico museo in Europa interamente dedicato al tema sismico.

## Storia
Il museo è stato ricavato nei sotterranei del Convento domenicano del XV secolo, parzialmente distrutto dal terremoto della Calabria meridionale del 1783. Il complesso è stato recuperato tra il 2014 e il 2020, su progetto dello studio Schiavello Architects Office (Francesco e Roberto Schiavello), insieme a Merilia Ciconte e Santo Prestanicola.

## Architettura e allestimento
Il museo è distribuito su circa 2 000 m² e si articola in due spazi distinti:
- **Atrio moderno** con una scenografica controsoffittatura di costoloni lignei che richiamano un’onda sismica, progettata parametricamente e realizzata con taglio CNC[1].
- **Sezione "Scuri"**, ambienti ipogei con volte a botte e pavimento in resina bianca, all’interno delle rovine originali del convento[1].

## Missione e contenuti
MuTerr combina sismologia, geologia, antropologia e storia dei terremoti, anche tramite multimedialità e simulazioni. Il progetto scientifico è affidato alla prof.ssa Emanuela Guidoboni.

## Riconoscimenti
- Premio Regula per l’architettura post-sismica (attribuito all'Arch. Francesco Schiavello)>.
- Menzione speciale Premio INARCH (Istituto Nazionale di Architettura) Calabria 2023, per la valorizzazione del patrimonio esistente (attribuito all'Arch. Francesco Schiavello)[5].

## Polo Museale di Soriano Calabro
Fa parte di un polo museale che include:
- Museo dei Marmi – MuMar;
- Museo territoriale della ceramica medievale e moderna;
- Pinacoteca d’arte antica e contemporanea.

## Pubblicazioni selezionate
- AA.VV., “La fine del mondo. Terremoto, ferro e fuoco a Soriano…”, 2014 (catalogo, galleria Corrado Alvaro).
- Salvatore Piermarini (a cura di), *Le magnifiche rovine: fotografie del real convento domenicano a Soriano Calabro*.
- Antonio Tripodi, *Soriano Calabro: la storia nei documenti d’archivio*.
- Martino Michele Battaglia, *Soriano Calabro: identità, simboli, memorie…